# Potanichthys xingyiensis
Potanichthys xingyiensis es un pez actinopterigio marino planeador que vivió hace unos 235 millones a 242 millones años (Triásico Medio), en lo que los investigadores llaman el Mar del Yangtsé. Esto fue parte del este del océano Paleotethys que estaba asentado sobre la ubicación donde se encuentran el Océano Índico y Asia Meridional.

## Descubrimiento
Los fósiles de Potanichthys xingyiensis se han excavado desde el 2009, fueron descubiertos en la formación Falang perteneciente al Triásico Medio, en la provincia de Guizhou en el suroeste de China.  
En griego "potanos" significa alado y "ichthys" significa pez, mientras que "xingyiensis" se refiere a la ciudad de Xingyi cerca del lugar donde fue encontrado el fósil.

## Historia evolutiva
Potanichthys está relacionado con una familia ya extinta de peces planeadores, conocida como Thoracopteridae. Los fósiles de esta familia de peces vivieron en al oeste del borde oriental del Océano Paleotetis, en el Triásico Superior, hace unos 200 millones de años. Se han encontrado en Italia y Austria, estos hallazgos sugieren que estos peces podrían haberse extendido en ese tiempo, en lo que hoy es Eurasia. Potanichthys es el único pez volador que se encuentra en Asia y es el más antiguo, que data desde hace 235 a 242 millones de años durante el Triásico Medio.
El Potanichthys vivió unos 10 millones de años después de la extinción masiva de finales del Pérmico hace unos 250 millones de años, la mayor extinción masiva en la historia de la Tierra, que se cobró hasta el 95% de las especies del mundo.
La familia Thoracopteridae pertenece en el mismo grupo Neopterygii como peces voladores actuales, de los cuales hay alrededor de 50 especies pertenecientes a la familia Exocoetidae.

## Descripción
Los fósiles sugieren que Potanichthys, eran  peces de nariz chata, cuerpo grueso y corpulento (casi tan ancho como alto), y no se esperaría que volara fuera del agua. Tenía sólo cuatro hileras de escamas que se prolongaban hasta su cola.
Media 15,3 cm de longitud y tenía un plano corporal de cuatro alas: un par de aletas pectorales muy grandes como alas de primarias y un par de aletas pélvicas como alas auxiliares. También tenía una aleta caudal inferior profundamente bifurcada cuya mitad era mucho más fuerte que su mitad superior, y nadar con tal aleta podría generar la energía necesaria para poder impulsar al pez fuera del agua.

## Paleobiología
Aparentemente, este pez era capaz de deslizarse fuera del agua igual que los peces voladores modernos. Tenía un par de aletas pectorales muy amplias que podrían haber servido como alas.
Sin embargo, los modernos peces voladores no parecen descender de este fósil. En su lugar, la capacidad de deslizarse sobre el agua parece haber evolucionado independientemente de este antiguo linaje.
Estos antiguos peces voladores, pueden haber evolucionado deslizándose por muchas de las mismas razones que los peces voladores modernos (para escapar de los peligrosos depredadores).
Se cree, que estos peces evitaban las aguas profundas, viajando cerca de la costa que se extendía desde lo que hoy es China y Europa.